# Mitsuhiko Imamori
Mitsuhiko Imamori (今森 光彦), né le 6 août 1954, est un photographe japonais autodidacte.

## Biographie
Son travail, souvent en rapport avec les insectes ou les végétaux, a été reconnu par plusieurs prix, dont le prix Higashikawa et le prix Ihei Kimura en 1994.

## Ouvrages
- Le jour des insectes, ed. Gallimard, 1988  (ISBN 2070565343)